# アン・ノイバーガー
アン・ノイバーガー（Anne Neuberger、1976年 - ）は、アメリカ合衆国のコンピュータセキュリティ専門の官吏。2021年1月、ジョー・バイデン大統領によって国家安全保障会議サイバー・セキュリティ担当副国家安全保障顧問に任命された。

## 経歴

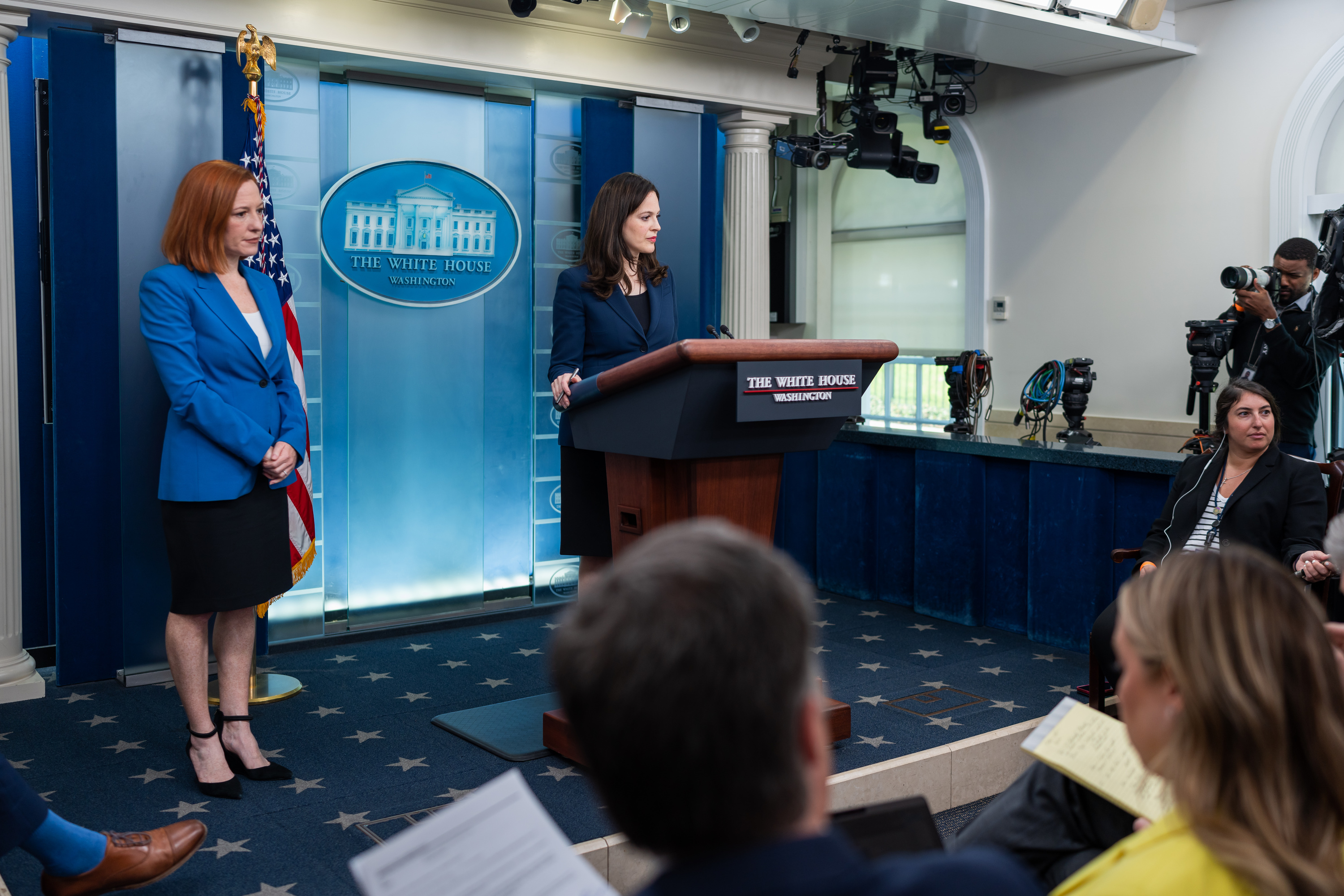
ジェン・サキ大統領報道官と（2022年3月21日）

祖父のルイス・カーファンケルは1917年に生まれた。祖父も祖母のクララもハンガリーに暮らすユダヤ人であった。宗教学者のルイス・カーファンケルは魚屋も営んでいた。二人はホロコーストを生き延び、1948年～49年頃に息子のジョージが生まれた。ハンガリー革命がソ連軍によって制圧されると、一家はアメリカ合衆国に移住。ブルックリンのボロー・パークにあるハシディズムのコミュニティに身を寄せた。ジョージ・カーファンケルは1970年代に実業家として頭角を現した。
1976年6月27日、イスラエルのテルアビブを出航したエールフランス139便がハイジャックされた。この便にジョージ・カーファンケル夫妻は折悪しく乗り合わせ、飛行機はウガンダのエンテベ国際空港に強行着陸。テロリストたちは106人のイスラエル人およびユダヤ人を人質とし、そのほかの乗客を解放した。カーファンケル夫妻も人質として空港の旧ターミナルビルに取り残されるも、イスラエル国防軍による救出作戦は無事成功を収めた。同年、夫妻の間にアンが生まれた。
アンは少女時代、「Chani」というヘブライ語の名前が与えられていた。俗世から離れたブルックリンのハシディズムのエリアで成長し、家ではイディッシュ語を話した。一日の半分を宗教的な教育に充てる、ユダヤ人の女子校に通った。
1997年、トゥーロ大学を卒業。2005年、コロンビア大学を卒業し、MBAとMIAを修了した。イェフダ・ノイバーガーと結婚し、アン・ノイバーガーとなった。
2007年、ホワイトハウス・フェローとなり、国防長官のもとで勤務。また、海軍で要職に就いた。2009年、アメリカ国家安全保障局（NSA）に勤務。
2019年、ポール・ナカソネ国家安全保障局長官は局内にサイバーセキュリティの理事会を創設。初代責任者にノイバーガーを任命した。
2021年1月20日、ジョー・バイデンが大統領に就任。同日、バイデンはノイバーガーを国家安全保障会議（NSC）のサイバー・セキュリティ担当副国家安全保障顧問に任命した。ノイバーガーは同年4月、NSAの責任者から外れた。
ノイバーガーはアメリカ全土のユダヤ人のシングルマザーを支援するNPO法人「Sister to Sister」の設立者でもある。